# 해남윤씨 족보 목판
해남윤씨 족보 목판(海南尹氏 族譜 木板)은 대한민국 전라남도 강진군 도암면 강정리에 있는 목판이다. 1990년 2월 24일 전라남도의 유형문화재 제168호로 지정되었다.

## 개요
족보란 잘 알려진 바와 같이 일족의 그들 시조로부터 족보 편찬 당시까지의 친족계보를 기록한 것이다.『해남윤씨족보』목판은 숙종 28년(1702) 윤선도 등을 주축으로 여러 문중들이 추원당을 건립하면서 이와 함께 문중 결속과 친족간의 유대를 도모하기 위해 만들어진 것이다.
족보에 기록된 내용을 보면 우선 아버지쪽과 동일하게 어머니쪽도 모두 기록하고 있고, 자녀를 남자, 여자 순서로가 아니라 태어난 순서대로 기록하고 있다. 또한 본처의 자식과 첩의 자식을 그대로 기록하면서 외손의 경우 성씨를 기입, 이름만 기록된 아버지 계열과 구분하였다. 그리고 항렬을 쉽게 알 수 있도록 천자문 순서에 의하여 기록하였다.
족보가 지닌 역사, 문화적 의의는 당시 친족범위의 의의를 반영하고 있는 자료라는 점에 있다. 이같은 족보를 통해 밝혀지는 친족조직의 변화상은 역사성을 지닌 것으로,『해남윤씨족보』는 전남지역의 대표적인 한 문중의 동족의식을 보여주는 것이며, 당시의 사회구조를 알려주는 자료이다.
이 목판은 현존하는 조선 후기 족보목판으로 그 기록방법이나 형태가 조선전기 족보양식을 따르고 있는 것이 특이한 것이다. 비교적 보존상태가 좋고 거의 전부가 보존되고 있는 점에 가치가 클 뿐 아니라, 특정한 한 문중의 족보목판이면서 해남윤씨가 호남지역에 차지하는 비중과 함께 지방의 각 성씨 인물의 맥락을 이해하는 기초자료로서도 역사적 의미가 돋보인다고 할 수 있다.

## 참고 자료
- 해남윤씨족보목판 - 국가유산청 국가유산포털